# 花 (Ms.OOJAの曲)
「花」（はな）は、Ms.OOJAの楽曲。2015年6月24日にUniversal Sigmaから配信限定シングルとしてリリースされた。

## 概要
「花」はMs.OOJAにとって初めての配信限定シングル。
楽曲はTBS系ドラマ「シメシ」の脚本をMs.OOJAが読んだ上でドラマの為に書き下ろされ、ドラマの主題歌として使用された。ドラマ「シメシ」は村上淳、林遣都、愛加あゆら等が出演し、“もう存在しない料理”を再現する不思議なレストランを舞台としたストーリー。ドラマは全4話で、MBSでは2015年6月21日、TBSでは2015年6月23日から放送された。
「花」は中部電力「全力の電力」CMソングにも起用された。
楽曲は5thアルバム「Again」に収録された。

## 収録曲
| #         | タイトル  | 作詞      | 作曲      | 時間 |
| --------- | --------- | --------- | --------- | ---- |
| 1.        | 「花」    | Ms.OOJA   | 今井了介  | 4:54 |
| 合計時間: | 合計時間: | 合計時間: | 合計時間: | 4:54 |

## ミュージックビデオ
| 曲名 | ミュージックビデオ       |
| ---- | ------------------------ |
| 花   | Ms.OOJA 「花」 - YouTube |

## タイアップ
| 曲名 | タイアップ                                         |
| ---- | -------------------------------------------------- |
| 花   | TBS系ドラマ「シメシ」主題歌                        |
| 花   | 中部電力「全力の電力。」CMソング（2015年8月22日-） |

## 収録アルバム
| # | 楽曲 | アルバム      | アルバム                                 |
| # | 楽曲 | 発売年月日    | タイトル                                 |
| - | ---- | ------------- | ---------------------------------------- |
| 1 | 花   | 2014年6月11日 | Again                                    |
| 1 | 花   | 2022年2月16日 | 10th Anniversary Best 〜私たちの主題歌〜 |